# Karl Flubacher

Karl Flubacher (1971)

Karl Flubacher (* 3. September 1921 in Läufelfingen; † 26. März 1992 ebenda) war ein Schweizer Politiker (FDP).
Er absolvierte eine Maurerlehre und übernahm 1944 das väterliche Bauunternehmen. Ab 1956 war Flubacher Gemeinderat in Läufelfingen, von 1962 bis 1979 Gemeindepräsident. Im Kanton Basel-Landschaft war er von 1963 bis 1971 freisinniger Landrat. Von 1967 bis 1987 gehörte er dem Nationalrat an. 1986 trat er aus der FDP aus.
Karl Flubacher war Mitinitiant und Verwaltungsratspräsident von Radio Raurach, dem ersten Baselbieter Lokalradio. Er befürwortete die Todesstrafe.